# Desa Kawungluwuk (administrativ by i Indonesien, lat -6,72, long 107,08)
Desa Kawungluwuk är en administrativ by i Indonesien.   Den ligger i provinsen Jawa Barat, i den västra delen av landet, 60 km söder om huvudstaden Jakarta.